# 杨俊生 (1890年)
杨俊生（1890年—1982年），男，江苏淮安人，中华人民共和国政治人物，民族实业家，曾任江南造船厂厂长。

## 生平
1954年，当选第一届全国人民代表大会代表。